# پناه پرندگان

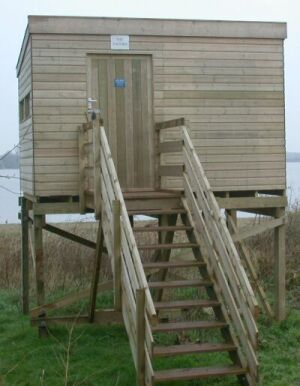
پناه «Gazebo» در ذخیره‌گاه Belvide Reservoir باشگاه پرندگان وست میدلند

پناه پرندگان (به انگلیسی: Bird hide) (نقطه‌کور پرندگان در آمریکای شمالی)، پناهگاهی است که اغلب استتار شده‌است و برای دیدن حیات وحش، به‌ویژه پرندگان، در محل‌های نزدیک استفاده می‌شود. اگرچه پناه‌ها یا کوخه‌های شکار زمانی عمدتاً به عنوان کمک شکار ساخته می‌شدند، اما اکنون معمولاً در پارک‌ها و تالاب‌ها برای استفاده پرنده‌نگرها، پرنده‌شناسان و دیگر بینندگان یافت می‌شوند که نمی‌خواهند برای حیات وحش همان‌طور که دیده می‌شود، مزاحمت ایجاد کنند.
یک پناه نمادین پرندگان شبیه یک آلونک باغ است که دارای دهانه‌های کوچک، دریچه‌ها یا پنجره‌هایی است که حداقل در یک سوی آن تعبیه شده‌است تا امکان مشاهده را فراهم کند. با این حال، از آنجایی که پرندگان انسان را به‌عنوان تهدیدی درنده نمی‌شناسند، مگر اینکه انسان در فضای بازایستاده باشد، یک نقطه‌کور پرنده می‌تواند کمی بیشتر از یک سایه بزرگ یک‌سوباز باشد که پرنده‌نگرها در آنجا می‌ایستند، و وسایل نقلیه موتوری حتی با پنجره نیز نقطه‌کورهای باز مؤثری هستند.

## انواع
انواع پناه پرندگان عبارتند از:
- پناه برجی، که دارای چندین طبقه هستند و امکان دیدن در مناطق گسترده را فراهم می‌کنند.
- نقطه‌کور پرندگان، که پرده‌هایی شبیه به یک دیوار از یک پناه نمادین، با یا بدون سقف برای سرپناه هستند.
- ماچان‌ها، سکوهای سرپوشیده‌ای هستند که برای دیدن پرندگان و حیات وحش در درختان بلند یا روی صخره‌ها، به‌ویژه در هند، که در اصل توسط شکارچیان ببر استفاده می‌شدند، ساخته شده‌اند.[۱]
- پناه‌های سیار، سازه‌های چادرمانند ساخته‌شده از پارچه که روی یک قاب چیده شده‌اند که اغلب توسط عکاسان استفاده می‌شود.